# کوت-ربنو
کوت-ربنو (به لهستانی:  Koty-Rybno) یک روستا در لهستان است که در گمینا گرایوو واقع شده‌است.